# (17434) 1989 SN3
A (17434) 1989 SN3 a Naprendszer kisbolygóövében található aszteroida. Eric Walter Elst fedezte fel 1989. szeptember 26-án.